# Промисловість будівельних матеріалів України
Промисловість будівельних матеріалів — промисловість, яка спеціалізується на виробництві будівельних матеріалів для різних видів будівництва. ПБМ України забезпечена потужною сировинною базою. Дана промисловість є важливою галуззю економіки країни, від якої залежить будівництво, як житлових так і не житлових об'єктів: житлові, медичні, адміністративні, наукові, навчальні та промислові споруди.

## Історія
Промисловість будівельних матеріалів об'єднує кілька тисяч підприємств, розташованих в усіх областях України. Найбільшими центрам цієї галузі є Київ, Харків, Одеса, Дніпро (місто), Кривий Ріг, Запоріжжя, Донецьк, Маріуполь. Особливо важливими підгалузями є цементна промисловість, виробництво будівельних конструкцій і деталей.
За часів Київської Русі виготовляли випалювальні будівельні матеріали. На початку XIX століття з'явився портландцемент й почалося масове застосування бетону і залізобетону на будівництві. У XX столітті виникли нові галузі виробництва: азбестоцементне, стінових панелей, панелей легкого бетону, залізобетонних конструкцій, ізоляційних матеріалів. Відбулися певні зміни географії промисловості будівельних матеріалів. Найбільшого розвитку промисловість будівельних матеріалів набула в Донбасі, Придніпров'ї, Харківській, Львівській, Хмельницькі та Одеській областях. Промисловість будівельних матеріалів в останні роки активно механізується та автоматизується. Залучаються іноземні інвестиції, модернізується обладнання, підвищується якість та розширюється асортимент.
Видобуток мінеральної сировини для підприємств галузі відбувається на всій території України. Пісок, бутовий камінь, граніт, лабрадорит, мармур видобувають в Житомирській, Вінницькій, Запорізькій, Кіровоградській (Український кристалічний щит) та Закарпатській областях.
Виготовленням вапна найбільше займаються в Хмельницькій області, але підприємства розміщені по всій державі, де є поклади сировини: крейда, вапняки, мармур.
Виробництво збірних залізобетонних конструкцій, цегли орієнтується на великі промислові центри, де є достатня кількість споживачів: Київ, Харків, Кривий Ріг, Запоріжжя, Дніпропетровськ, Маріуполь.

### Цементна промисловість
Цементна промисловість в Україні розпочинає свій відлік з часу створення Амвросіївського цементного заводу 1886 року на Донбасі. Тепер це один з найбільших цементних комбінатів. Цементні виробництва діють в Краматорську, Кривому Розі, Кам'янському, Дніпрі, Балаклії, Здолбунові, Миколаєві, Ямниці, Кам'янці-Подільському, Вільшанах.

### Склоробна промисловість
Значного розвитку набуло виробництво будівельної кераміки в Харкові та Слов'янську, порцеляни та фаянсу в Славуті, листового й технічного скла — в Лисичанську, Константинівці (склоробний завод заснований 1897 року), Запоріжжі, Мерефі, Херсоні (склотара).

## Галузі
- Цементна
- Цегляна
- Конструкції
  - Збірні залізобетонні
  - Збірні бетонні
  - Стінні матеріали
  - Нерудні будматеріали
  - Керамзитові блоки

## Географія
Виробництво будівельних матеріалів зосереджено переважно біля джерел сировини і в великих індустріальних центрах. Підприємства розташовані рівномірно по всій країні. Курсивом вказані міста, які з 2014 року перебувають не під контролем України.
| Галузь                                        | Регіон | Фактор                                                                   | Продукція                                  |
| --------------------------------------------- | --- | ------------------------------------------------------------------------ | ------------------------------------------ |
| Цементна                                      | Балаклія, Амвросіївка, Миколаїв, Кривий Ріг, Бахчисарай, Здолбунів, Кам'янець-Подільський, Сєвєродонецьк, Єнакієве, Кам'янське | Родовища мергелю, вапняку, доломіту, крейди, а також металургійні заводи | Цемент                                     |
| Цегляна                                       | Скрізь | -                                                                        | Цегла                                      |
| Збірних залізобетонних і бетонних конструкцій | Київ, Донецьк, Харків, Дніпро, Запоріжжя, Львів, Сєвєродонецьк й ін.                                                           | Споживацький                                                             | Збірні залізобетонні і бетонні конструкції |
| Нерудних будматеріалів                        | Запоріжжя, Дніпро, Донецьк, Сімферополь, Житомир, Кривий Ріг, Хуст, Кременчук                                                  | Споживацький                                                             | Нерудні будматеріали                       |
| Теплоізоляційних матеріалів                   | Донецьк, Запоріжжя, Ірпінь, Алчевськ, Маріуполь, Костопіль, Чернівці                                                           | Споживацький                                                             | Теплоізоляційні матеріали                  |

## Підприємства
- Кашперівський цегельний завод
- Луцький цегельний завод
- Потоківський цегельний завод
- Острозький цегельний завод
- Івано-Франківський цегельний завод
- Бережанський цегельний завод
- Заставинський цегельний завод
- Зарубинецький цегельний завод
- Немильнянський цегельний завод
- Шрамківський цегельний завод
- Бачкуринський цегельний завод
- Костянтинівський цегельний завод
- Ніжинський цегельний завод
- Одеський цегельний завод
- Чернівецький цегельний завод
- Тернопільський цегельний завод
- Волочиський цегельний завод
- Білоцерківський цегельний завод
- Вендичанський цегельний завод
- Снятинський цегельний завод
- Житомирський цегельний завод
- Мерефський цегельний завод
- Буцький цегельний завод
- Підгорецький цегельний завод
- Іллінецький цегельний завод
- Михайлівський цегельний завод
- Новомргородський цегельний завод
- Тернавський цегельний завод